# Gemeinden der Staaten Europas
Dieser Artikel listet für alle Staaten Europas diejenigen Artikel der Wikipedia auf, die sich mit den Städten und Gemeinden, also den kleinsten administrativen Einheiten im Verwaltungsaufbau des Staates befassen. Zu jedem Staat wird eine kleine Erklärung über die administrative Gliederung gegeben.

## Kennzahlen pro Land und Gemeinde
| Flagge | Land                      | Fläche in km² | Einwohner          | Anzahl Gemeinden 1 | Ø Einwohner je Gemeinde | Ø Größe in km² je Gemeinde |
| ------ | ------------------------- | ------------- | ------------------ | ------------------ | ----------------------- | -------------------------- |
|        | Albanien                  | 28.748        | 2.800.138 (2011)   | 61                 | 45.904                  | 471,28                     |
|        | Andorra                   | 468           | 78.014 (2015)      | 7                  | 11.145                  | 66,86                      |
|        | Aserbaidschan             | 86.600        | 9.593.000 (2015)   | 70                 | 137.043                 | 1.237,14                   |
|        | Belarus                   | 207.595       | 9.498.364 (2016)   | 118                | 80.495                  | 1.759,28                   |
|        | Belgien                   | 30.528        | 11.267.910 (2016)  | 589                | 19.331                  | 51,83                      |
|        | Bosnien und Herzegowina   | 51.197        | 3.531.159 (2013)   | 142                | 24.867                  | 360,54                     |
|        | Bulgarien                 | 110.994       | 7.153.784 (2016)   | 264                | 27.098                  | 420,43                     |
|        | Dänemark 2                | 42.921        | 5.707.251 (2016)   | 98                 | 58.237                  | 437,97                     |
|        | Deutschland               | 353.376       | 82.175.684 (2016)  | 11.054             | 7.434                   | 32,33                      |
|        | Estland                   | 45.339        | 1.315.944 (2016)   | 213                | 6.178                   | 212,86                     |
|        | Finnland                  | 338.432       | 5.502.284 (2016)   | 313                | 17.579                  | 1.081,25                   |
|        | Frankreich 3              | 632.834       | 64.626.628 (2022)  | 34.836             | 1.855                   | 18,17                      |
|        | Georgien 4                | 57.215        | 3.729.635 (2015)   | 73                 | 51.091                  | 783,77                     |
|        | Griechenland              | 131.957       | 10.995.000 (2015)  | 325                | 33.831                  | 406,02                     |
|        | Irland                    | 70.273        | 4.757.976 (2016)   | 31                 | 153.483                 | 2.266,87                   |
|        | Island                    | 103.125       | 388.450 (2017)     | 74                 | 5.249                   | 1.393,58                   |
|        | Italien                   | 301.338       | 60.665.551 (2017)  | 7.981              | 7.601                   | 37,76                      |
|        | Kasachstan 4              | 2.724.900     | 17.753.200 (2016)  | 170                | 104.431                 | 16.028,82                  |
|        | Kosovo 5                  | 10.887        | 1.859.203 (2014)   | 38                 | 48.926                  | 286,50                     |
|        | Kroatien                  | 56.594        | 4.285.316 (2015)   | 546                | 7.849                   | 103,65                     |
|        | Lettland                  | 64.589        | 1.959.900 (2016)   | 119                | 16.470                  | 542,76                     |
|        | Liechtenstein             | 160           | 37.468 (2015)      | 11                 | 3.406                   | 14,55                      |
|        | Litauen                   | 65.300        | 2.849.000 (2017)   | 60                 | 47.483                  | 1.088,33                   |
|        | Luxemburg                 | 2.586         | 576.249 (2016)     | 105                | 5.488                   | 24,63                      |
|        | Malta                     | 316           | 433.300 (2015)     | 68                 | 6.372                   | 4,65                       |
|        | Moldawien 6               | 33.843        | 3.153.731 (2013)   | 34                 | 92.757                  | 995,38                     |
|        | Monaco                    | 2             | 38.400 (2015)      | 1                  | 38.400                  | 2,00                       |
|        | Montenegro                | 13.812        | 623.000 (2016)     | 23                 | 27.087                  | 600,52                     |
|        | Niederlande 3             | 41.548        | 16.979.120 (2016)  | 388                | 43.761                  | 107,08                     |
|        | Nordmazedonien            | 25.713        | 2.065.769 (2013)   | 84                 | 24.592                  | 306,11                     |
|        | Norwegen 7                | 323.802       | 5.252.166 (2016)   | 429                | 12.243                  | 754,78                     |
|        | Österreich                | 83.879        | 8.699.730 (2016)   | 2.100              | 4.143                   | 39,94                      |
|        | Polen                     | 312.679       | 38.562.000 (2015)  | 2.478              | 15.562                  | 126,18                     |
|        | Portugal                  | 92.212        | 10.341.330 (2015)  | 3.091              | 3.346                   | 29,83                      |
|        | Rumänien                  | 238.391       | 19.870.000 (2016)  | 41                 | 484.634                 | 5.814,41                   |
|        | Russland 4                | 17.075.400    | 146.500.000 (2015) |                    |                         |                            |
|        | San Marino                | 61            | 32.789 (2014)      | 9                  | 3.643                   | 6,78                       |
|        | Schweden                  | 447.435       | 9.875.378 (2016)   | 290                | 34.053                  | 1.542,88                   |
|        | Schweiz                   | 41.285        | 8.606.033 (2020)   | 2.145              | 4.012                   | 19,25                      |
|        | Serbien 8                 | 77.474        | 7.120.666 (2011)   | 108                | 65.932                  | 717,35                     |
|        | Slowakei                  | 49.034        | 5.421.349 (2015)   | 2.883              | 1.880                   | 17,01                      |
|        | Slowenien                 | 20.273        | 2.064.241 (2016)   | 212                | 9.737                   | 95,63                      |
|        | Spanien                   | 505.970       | 46.438.422 (2016)  | 8.118              | 5.720                   | 62,33                      |
|        | Tschechien                | 78.866        | 10.553.445 (2015)  | 6.253              | 1.688                   | 12,61                      |
|        | Türkei 4                  | 783.562       | 79.814.871 (2016)  | 957                | 83.401                  | 818,77                     |
|        | Ukraine 9                 | 576.756       | 42.854.106 (2015)  | 476                | 90.030                  | 1.211,67                   |
|        | Ungarn                    | 93.036        | 9.830.485 (2016)   | 3.154              | 3.117                   | 29,50                      |
|        | Vatikanstadt              | 0,4           | 1.000 (2015)       | 1                  | 1.000                   | 0,40                       |
|        | Vereinigtes Königreich 10 | 248.528       | 65.110.000 (2015)  | 358                | 181.872                 | 694,21                     |

## Gemeinden der Staaten

### Albanien
Albanien ist in 61 Gemeinden (bashkie) unterteilt. Drei bis sieben Gemeinden sind jeweils in einem Qark zusammengefasst. Insgesamt gibt es 12 Qarqe.
Bis zum Sommer 2015 gab es 373 Gemeinden, die in Gemeinden ländlichen Typs (komuna) und Gemeinden städtischen Typs (bashkie) unterteilt waren.

### Andorra
Andorra besteht aus sieben parròqies (Sg. parròqia; wörtlich „Pfarreien“), also sieben Gemeinden. Sie werden alle unter Liste der Parròquies in Andorra genannt.

### Belarus
Belarus gliedert sich in sechs Verwaltungsbezirke (Woblaste) und die Hauptstadt Minsk, die zu keinem Woblast gehört. Die Woblaste untergliedern sich in 118 Kreise (raions). Diese wiederum in Städte, städtische Siedlungen und zahlreiche sogenannte Dorfsowjets. Wegen der Vielzahl der Verwaltungseinheiten gibt es keine komplette Liste. Die Liste der Städte in Belarus nennt nur die größten Städte des Landes.

### Belgien
Belgien besteht aus den Regionen Flandern, Wallonien und Brüssel und den auf dem gleichen Gebiet befindlichen, aber nicht mit den Regionen deckungsgleichen drei (Sprach-)Gemeinschaften Flämische Gemeinschaft, Französische Gemeinschaft Belgiens und Deutschsprachige Gemeinschaft Belgiens. Regionen und Gemeinschaften haben völlig unterschiedliche Aufgaben und Zuständigkeiten. Die beiden Regionen Flandern und Wallonien sind jeweils in fünf Provinzen unterteilt. Diese gliedern sich in insgesamt 570 Gemeinden (flämisch: gemeenden; französisch: communes). Die Hauptstadtregion Brüssel, wo es keine Provinzen gibt, gliedert sich in 19 Gemeinden, so dass es in ganz Belgien insgesamt 589 Gemeinden gibt.
- Liste der Städte in Belgien (enthält unter anderem alle 589 Gemeinden in alphabetischer Reihenfolge)

### Bosnien und Herzegowina
Bosnien und Herzegowina besteht aus zwei Entitäten: der Föderation Bosnien und Herzegowina und der Republika Srpska sowie dem Distrikt Brčko, der einen Sonderstatus besitzt und im Prinzip nur aus einer Gemeinde besteht. Die Föderation Bosnien und Herzegowina gliedert sich in 10 Kantone, die in Gemeinden (bosnisch/kroatisch: općine) untergliedert sind. Die Gemeinden umfassen gewöhnlich neben dem namengebenden Ort auch dessen weiteres Umland. Die Republika Srpska gliedert sich in 63 (bis 1996 80) Gemeinden (serbisch: opštine/oпштине).
Die Hauptstadt Sarajevo bildet keine Einheitsgemeinde, sondern besteht aus den vier Gemeinden Centar, Novi Grad, Novo Sarajevo und Stari Grad im Kanton Sarajevo der Föderation Bosnien und Herzegowina sowie dem in der Republika Srpska eine eigene Stadt bildenden Istočno Sarajevo („Ost-Sarajevo“), das aus den Gemeinden Istočno Novo Sarajevo, Istočna Ilidža, Istočni Stari Grad, Pale, Trnovo und Sokolac besteht.
Die Liste der Gemeinden der Föderation Bosnien und Herzegowina und die Liste der Gemeinden der Republika Srpska enthalten alle 79 bzw. 63 Gemeinden der beiden Entitäten.

### Bulgarien
Bulgarien ist in 28 Verwaltungsbezirke (bulgarisch: oblasti - oбласт) eingeteilt. Diese gliedern sich in insgesamt 264 Gemeinden (Obstinas), die ihrerseits wieder aus mehreren Orten bestehen. Bisher gibt es bei der deutschsprachigen Wikipedia nur den Artikel Liste der Bezirke in Bulgarien. Die einzelnen Gemeinden sind nur auf der bulgarischen Wikipedia und zwar bei den jeweiligen Artikeln der Bezirke aufgelistet.

### Dänemark
Das dänische Mutterland war bis 2007 in 13 Ämter (dänisch: amter), zwei amtsfreie Städte (Kopenhagen und Frederiksberg) und die Regionalkommune Bornhorm eingeteilt. Die 13 Ämter waren wiederum in 271 Gemeinden (dänisch: kommuner) eingeteilt.
- Dänische Gemeinden in alphabetischer Sortierung: enthält alle ehemaligen 270 Gemeinden Dänemarks zum Stand 31. Dezember 2006 in alphabetischer Reihenfolge.

Ab 2007 wurde eine neue Kommunalstruktur eingeführt. Danach wird Dänemark in insgesamt fünf Regionen eingeteilt. Diese gliedern sich in insgesamt 98 Gemeinden.

### Deutschland
Deutschland gliedert sich in 16 Bundesländer. Die drei Stadtstaaten Berlin, Hamburg und Bremen bestehen nur aus einer bzw. im Falle Bremens aus zwei (kreisfreien) Städten. Die 13 Flächenstaaten gliedern sich in (Land-)Kreise und kreisfreie Städte (bzw. Stadtkreise). In einigen Bundesländern gibt es über den Landkreisen und kreisfreien Städten noch Regierungsbezirke. Die (Land-)Kreise gliedern sich in Städte und Gemeinden.
Alle kreisfreien Städte Deutschlands sind im Artikel Liste der kreisfreien Städte in Deutschland zu finden.

### Estland
Estland gliedert sich in 15 Landkreise (estnisch maakonnad, Singular maakond). Diese gliedern sich seit der Verwaltungsreform 2017 in 15 Städte (estnisch: linnad, Singular linn) und 64 Landgemeinden (vallad, Singular vald). Die Gemeinden sind weiter unterteilt in Bezirke (alevid, Singular alev), Kleinbezirke (alevikud, alevik) und Dörfer (külad, küla) ohne verwaltungsrechtliche Bedeutung. Manche Städte sind in Stadtbezirke (linnaosad, linnaosa) unterteilt.
- Liste der Gemeinden in Estland

### Färöer
Auf den Färöern gab es seit dem 1. Januar 2005 insgesamt 34 Gemeinden/Kommunen (zuvor waren es 48). Seit dem 1. Januar 2009 sind es noch 30.
- Liste der Kommunen auf den Färöern (listet die Gemeinden nach 2009 nach Größe auf)

### Finnland
Finnland war bis 2009 in sechs (bis 1997 waren es zwölf) Provinzen (finnisch Lääni) eingeteilt, die sich in 20 Landschaften (finnisch maakunnat) unterteilten. Unterhalb der Landschaften gab es 2005 433 Gemeinden (finnisch kunta). Diese Zahl verringerte sich kontinuierlich durch Fusionen, 2017 sind es lediglich noch 313 Gemeinden. Die Gemeinden bestehen meist aus mehreren Ortschaften und Städten, die jedoch keine eigene Verwaltung haben. Die Gemeinden umfassen daher oftmals ein sehr großes Gebiet. Dies zeigt sich schon an der Anzahl der Gemeinden im ganzen Land. (zum Vergleich: in Baden-Württemberg gab es am 1. Januar 2009 1.101 Gemeinden)
- Liste der Städte und Gemeinden in Finnland sowie Liste der ehemaligen Gemeinden in Finnland

### Frankreich
In den Jahren 2015 und 2016 fand in Frankreich eine Reform der bestehenden Verwaltungsstruktur statt, bei der vor allem bestehende Verwaltungseinheiten zusammengelegt wurden. In der Folge ist Frankreich seit 2016 in nur noch 18 Regionen aufgeteilt, wovon 13 in Europa und 5 in Übersee liegen. Die Regionen untergliedern sich seit der Ausgliederung der Métropole de Lyon aus dem Département Rhône in 101 Départements, darunter die fünf Überseedépartements (französisch: Départements et régions d’outre-mer DROM), die zugleich Regionen und Départements sind. Es sind dies Guadeloupe, Martinique, Französisch-Guayana, La Réunion und Mayotte. Die Départements sind in 333 Arrondissements (inkl. 12 in Übersee; siehe Liste der französischen Arrondissements) unterteilt. Die Départements sind weiter in derzeit 2054 Kantone (französisch: cantons) untergliedert, die als Wahlkreise zur Wahl des Départementrates dienen und die häufig Außenstellen von Staats- oder Départementbehörden beherbergen. Die Kantone bilden seit 2015 keine Untergliederung der Arrondissements mehr, können nun also in verschiedenen Arrondissements liegen. Sie setzen sich aus mehreren Gemeinden zusammen, wobei größere Städte auf mehrere Kantone aufgeteilt sein können.
Da es in Frankreich bislang keine umfassende Gebietsreform gab, existieren heute die Gemeinden fast unverändert seit der Zeit der französischen Revolution. Nach der wenig erfolgreichen Einführung von Communes associées im Jahr 1971 wurde 2010 erneut ein Anlauf gestartet um die gerade auf dem Land meist nur wenige 100 Einwohner umfassenden Gemeinden zur Fusion anzuregen. Seit 2012 sind so aus ca. 2.500 ehemaligen Gemeinden bereits etwa 800 Gemeinden mit dem Statut einer Commune nouvelle entstanden. Dennoch gibt es in Frankreich zum 1. Januar 2019 noch 34.970 Gemeinden (darunter 129 in den Überseegebieten). Einzelne Gemeinden in Frankreich sind unter der Kategorie:Frankreich nach Gemeinde zu finden.

### Griechenland
Seit der Kommunalreform von 2011 ist Griechenland nur noch in 13 Verwaltungsregionen (griechisch περιφέρειες/perifériës, Singular περιφέρεια/periféria) gegliedert. Die Präfekturen (griechisch νομοί/nomí, Singular νομός/nomós) wurden mit der Reform abgeschafft und durch Regionalbezirke (griechisch Περιφερειακή Ενότητα/Periferiakí Enótita) ersetzt, welche nur für Regionalwahlzwecke relevant sind. Die Regionen untergliedern sich in 325 Gemeinden (δήμοι/dími, Singular δήμος/dímos); bis 2010 waren es noch 1.033 an der Zahl. Außerhalb dieser Verwaltungsgliederung ist der Berg Athos (Άγιον Όρος/Ájion Óros - Heiliger Berg) anzusehen, der eine autonome Mönchsrepublik unter griechischer Oberhoheit bildet.
- Liste der Gemeinden Griechenlands

### Irland
Irland besteht aus vier (historischen) Provinzen, die verwaltungsmäßig keine Bedeutung mehr haben. Die Provinzen gliedern sich in 32 (historische) Grafschaften (englisch: counties), von denen sechs in Nordirland liegen und damit zum Vereinigten Königreich gehören.
Die Kommunalverwaltung der Republik Irland wird somit zunächst von 26 Grafschaften erledigt. Drei größere Städte (die Hauptstadt Dublin sowie Cork und Galway) sind als sogenannte City Councils aus den Grafschaften herausgelöst und insofern den Grafschaften gleichgestellt. Darüber hinaus ist die Grafschaft Dublin (ohne die Stadt Dublin) in die drei Teilgrafschaften Dún Laoghaire-Rathdown, Fingal und South Dublin unterteilt. Unterhalb der Ebene der Grafschaften gibt es seit 2014 keine Selbstverwaltungskörperschaften mehr.
- Verwaltungsgliederung Irlands (enthält die aktuelle und historische Aufteilung in Grafschaften)

### Island
Island ist in acht landsvæði (Regionen) gegliedert. Diese sind weiter unterteilt in 20 kreisfreie Gemeinden und 22 Syssel. Die Syssel gliedern sich in Gemeinden. Die Anzahl der Gemeinden hat vor allem seit den 1980er Jahren durch Gemeindefusionen in den dünn besiedelten Gebieten außerhalb der Hauptstadtregion und der Halbinsel Reykjanes stetig abgenommen und liegt seit 2013 bei 74. Der Artikel Liste der Gemeinden in Island nennt unter anderem die 2010 noch vorhandenen 78 Gemeinden.

### Italien
Italien ist in 20 Regionen (italienisch: regioni, Sg. regione) untergliedert, von denen 5 autonome Regionen mit Sonderstatut sind. Die Regionen gliedern sich in insgesamt 110 Provinzen. Diese sind wiederum in ca. 8.100 Städte und Gemeinden (comuni, Sg. comune) gegliedert, dabei können Großstädte („città metropolitane“), ähnlich den deutschen kreisfreien Städten, „provinzfrei“ sein und Aufgaben der Provinzen selbst übernehmen.
- Italienische Provinzen (nennt die 20 Regionen mit den zugehörigen Provinzen; für die einzelnen Gemeinden gibt es bislang noch keine Gesamtliste; lediglich auf den Artikeln einzelner Provinzen sind die zugehörigen Gemeinden teilweise genannt)

Auf der italienischen Wikipedia sind jedoch alle Gemeinden nach der zugehörigen Provinz kategorisiert.

### Kroatien
Kroatien ist in 20 Gespanschaften (kroatisch: županija, Pl. županije) gegliedert. Die Hauptstadt Zagreb hat ebenfalls die Kompetenzen einer Gespanschaft. Die Gespanschaften gliedern sich in 556 Gemeinden (kroatisch općina, Pl. općine), von denen 124 den Status einer Stadt (kroatisch: grad) haben.
- Verwaltungsgliederung Kroatiens (listet die 20 Gespanschaften auf; mit Links zu den Einzelartikeln)
- Liste der Orte in Kroatien (nennt im 2. Teil des Artikels die Städte und Gemeinden Kroatiens in alphabetischer Reihenfolge mit Einwohnerzahl)

### Lettland
Mit der Kommunalreform 2009 wurden die 26 Landkreise (lettisch: rajoni, Sg. rajons) abgeschafft und die 474 Gemeinden (pagasti, Sg. pagasts) und Städte in 110 Bezirke (novadi, Sg. novads) und neun Republikstädte umgewandelt.
- Verwaltungsgliederung Lettlands (enthält eine Auflistung der Bezirke und Republikstädte)

- Liste der Städte in Lettland (nennt die größten Städte und Gemeinden des Landes über 5.000 Einwohner)

### Liechtenstein
Liechtenstein ist in elf Gemeinden unterteilt, davon gehören fünf zum Wahlkreis Unterland und sechs zum Wahlkreis Oberland.
- Verwaltungsgliederung Liechtensteins (listet alle Gemeinden mit Einwohnerzahl, Fläche und zugehörigen Orten auf)

### Litauen
Litauen gliedert sich in zehn Bezirke (litauisch: apskritys, Sg. apskritis), die seit 2010 nur noch zu statistischen Zwecken dienen. Die Bezirke gliedern sich in 60 Gemeinden (litauisch: savivaldybės, Sg. savivaldybė), darunter Rajongemeinden (rajonas) und Stadtgemeinden (miestas). Die Rajongemeinden bestehen meist aus mehreren Ortschaften ohne eigene Verwaltung. Die Rajongemeinden und Stadtgemeinden werden auf den jeweiligen Artikeln der Bezirke aufgelistet: Bezirk Alytus, Bezirk Kaunas, Bezirk Klaipėda, Bezirk Marijampolė, Bezirk Panevėžys, Bezirk Šiauliai, Bezirk Tauragė, Bezirk Telšiai, Bezirk Utena, Bezirk Vilnius.

### Luxemburg
Luxemburg ist untergliedert in zwölf Kantone und diese dann in 105 Gemeinden.
- Liste der Gemeinden im Großherzogtum Luxemburg

### Malta
Malta ist seit 1993 in 68 lokale Verwaltungseinheiten (Städte und Gemeinden) eingeteilt. Diese werden für statistische Zwecke in sechs Distrikte zusammengefasst (Gozo and Comino, Northern, Northern Harbour, Southern, Southern Harbour und Western). Diese werden wiederum zu drei Regionen (Gozo and Comino, Malta Majjistral und Malta Xlokk) zusammengefasst, wobei Region und Distrikt Gozo and Comino identisch sind.
- Malta (nennt im Abschnitt Verwaltungsgliederung alle 68 Städte und Gemeinden)

### Moldawien
In Moldawien bestehen seit 2003 32 Rajons (rumänisch: raioane) und drei Munizipien im Kernland. Des Weiteren gibt es das autonome Gebiet Gagausien und das abtrünnige Gebiet Transnistrien, in welchen zwei weitere Munizipien existieren. Diese Verwaltungssubjekte bestehen aus insgesamt 982 Gemeinden, davon 66 Städte.

### Monaco
Monaco besteht nur aus einer Stadt. Diese ist verwaltungstechnisch in sechs Quartiers (Viertel) gegliedert: Monte Carlo, La Condamine, Fontvieille, Le Larvotto, Les Moneghetti und Monaco-Ville.

### Montenegro
Nach der Loslösung aus der Staatengemeinschaft Serbien und Montenegro 2006 gab es im montenegrinischen Teil 21 Großgemeinden. 2013 und 2014 wurde je eine Gemeinde aus einer Größeren ausgegliedert, sodass in Montenegro seither 23 Gemeinden bestehen, die oftmals ein großes Gebiet umfassen und aus einer Vielzahl von Siedlungen bestehen.
- Liste der Gemeinden Montenegros

### Niederlande
Die Niederlande sind in zwölf Provinzen (niederländisch: provincies) eingeteilt. Diese sind 2019 in 355 Gemeinden (gemeenten) untergliedert. Ähnlich wie in der Schweiz gibt es in den Niederlanden einen stetigen Fusionsprozess, wodurch die Anzahl der Gemeinden in den letzten 10 Jahren um mehr als 80 zurückgegangen ist.
- Liste der niederländischen Gemeinden: listet alle am 1. Januar 2019 bestehenden 355 selbständigen Gemeinden in alphabetischer Reihenfolge auf. Hinzu kommen drei Besondere Gemeinden in den Karibischen Niederlanden.

### Nordmazedonien
In Nordmazedonien gab es seit der Unabhängigkeit im Jahr 1992 mehrere Kommunalreformen. Nach der Jüngsten gibt es seit 2013 noch 80 Gemeinden (mazedonisch: opštini). Allein 10 von ihnen bilden zusammen die Stadt Skopje, die einen Sonderstatus besitzt. Die restlichen 70 Gemeinden bestehen für gewöhnlich aus einer größeren Stadt sowie mehreren Ortschaften in der Umgebung oder setzen sich aus vielen kleineren Dörfern zusammen.
- Liste der Opštini in Nordmazedonien (listet alle Gemeinden alphabetisch auf)

### Norwegen
Norwegen ist in 19 Verwaltungsbezirke (Fylke bzw. Fylker) eingeteilt, die sich vor 2007 in insgesamt 434 Gemeinden (norwegisch: kommune, Plural: kommuner) untergliederten. Die Gemeinden ihrerseits bestehen meist aus mehreren Ortschaften und Städten, die jedoch keine eigenen Verwaltungen haben. Die Gemeinden haben daher oftmals ein sehr großes Gebiet. Dies zeigt sich schon an der Anzahl der Gemeinden im ganzen Land. (zum Vergleich: in Baden-Württemberg gab es am 1. Januar 2009 1.101 Gemeinden)
- Liste der norwegischen Kommunen: listet alle 434 norwegischen Gemeinden vor 2007 in alphabetischer Reihenfolge auf, 431 Kommunen hatte das Land zum 1. Januar 2007. Bis zum 1. Januar 2013 wurden weitere drei Kommunen aufgelöst.

### Österreich
Österreich ist in neun Bundesländer (incl. dem Stadtstaat Wien) eingeteilt. Die acht Flächenländer sind in Bezirke und einige Statutarstädte (teilweise als Freistädte bezeichnet) untergliedert. Die Bezirke gliedern sich wiederum in Städte und Gemeinden. Für jedes Bundesland gibt es in der deutschsprachigen Wikipedia einen Artikel nach dem Schema „Liste der Gemeinden in ...“ Die Namen der Bezirke und Statutarstädte sind im jeweiligen Artikel des Bundeslandes im Abschnitt „Verwaltungsgliederung“ aufgelistet. Die Gliederung Österreich im Einzelnen:
- Burgenland: 7 Bezirke und 2 Statutarstädte (Freistädte), 171 Gemeinden
- Kärnten: 8 Bezirke und 2 Statutarstädte, 132 Gemeinden
- Niederösterreich: 21 Bezirke und 4 Statutarstädte, 573 Gemeinden
- Oberösterreich: 15 Bezirke und 3 Statutarstädte, 445 Gemeinden
- Salzburg: 5 Bezirke und eine Statutarstadt, 119 Gemeinden
- Steiermark: 12 Bezirke und eine Statutarstadt, 287 Gemeinden
- Tirol: 8 Bezirke und eine Statutarstadt, 279 Gemeinden
- Vorarlberg: 4 Bezirke, 96 Gemeinden
- Wien: 1 Stadt bestehend aus 23 Bezirken

### Polen
Polen ist seit 1999 in 16 Woiwodschaften (oder Wojewodschaft, polnisch: województwo, was so viel wie „Herzogtum“ bedeutet) eingeteilt. Diese gliedern sich in 380 Kreise (polnisch: powiaty, Sg. powiat), davon 314 Landkreise und 66 kreisfreie Städte. Die Powiaty (auch Powiatu) gliedern sich wiederum in 2478 Gemeinden (polnisch: gminy, Sg. gmina), welche Städte, Städte mit ihrem Umland oder ein rein ländliches Gebiet darstellen können. Ein Powiat besteht in der Regel aus 5 bis 15 Gminas.
Eine komplette Gemeindeliste gibt es in der Wikipedia nicht. Einzelne Gemeinden sind über die Woiwodschaften und anschließend in den Powiaten zu finden. Die Gliederung der einzelnen Woiwodschaften:
- Woiwodschaft Niederschlesien (W. Dolnośląskie): 26 Powiaty, 4 kreisfreie Städte, 169 Gemeinden
- Woiwodschaft Kujawien-Pommern (W. Kujawsko-Pomorskie): 19 Powiaty, 4 kreisfreie Städte, 144 Gemeinden
- Woiwodschaft Lublin (W. Lubelskie): 20 Powiaty, 4 kreisfreie Städte, 213 Gemeinden
- Woiwodschaft Lebus (W. Lubuskie): 12 Powiaty, 2 kreisfreie Städte, 82 Gemeinden
- Woiwodschaft Łódź (W. Łódzkie): 21 Powiaty, 3 kreisfreie Städte, 177 Gemeinden
- Woiwodschaft Kleinpolen (W. Małopolskie): 19 Powiaty, 3 kreisfreie Städte, 182 Gemeinden
- Woiwodschaft Masowien (W. Mazowieckie): 37 Powiaty, 5 kreisfreie Städte, 314 Gemeinden
- Woiwodschaft Oppeln (W. Opolskie): 11 Powiaty, 1 kreisfreie Stadt, 71 Gemeinden
- Woiwodschaft Karpatenvorland (W. Podkarpackie): 21 Powiaty, 4 kreisfreie Städte, 160 Gemeinden
- Woiwodschaft Podlachien (W. Podlaskie): 14 Powiaty, 3 kreisfreie Städte, 118 Gemeinden
- Woiwodschaft Pommern (W. Pomorskie): 16 Powiaty, 4 kreisfreie Städte, 123 Gemeinden
- Woiwodschaft Schlesien (W. Śląskie): 17 Powiaty, 19 kreisfreie Städte, 167 Gemeinden
- Woiwodschaft Heiligkreuz (W. Świętokrzyskie): 13 Powiaty, 1 kreisfreie Stadt, 102 Gemeinden
- Woiwodschaft Ermland-Masuren (W. Warmińsko-Mazurskie): 19 Powiaty, 2 kreisfreie Städte, 116 Gemeinden
- Woiwodschaft Großpolen (W. Wielkopolskie): 31 Powiaty, 4 kreisfreie Städte, 226 Gemeinden
- Woiwodschaft Westpommern (W. Zachodniopomorskie): 18 Powiaty, 3 kreisfreie Städte, 114 Gemeinden

### Portugal
Portugal hat eine sehr komplizierte Verwaltungsgliederung. Die Basis stellen insgesamt 308 Municípios oder Concelhos dar, die von der Aufgabenstellung mit den Städten und Gemeinden Deutschlands verglichen werden können, wenngleich sie teilweise ein sehr großes Gebiet umfassen. Sie bestehen meist aus der namensgebenden Siedlung, die in der Regel als „Stadt“ bezeichnet wird (meist aus historischen Gründen) und dem oftmals ländlichen Umland. Darunter können sich dann weitere Kleinstädte (portugiesisch: vilas) befinden. Der Begriff „Stadt“ bezieht sich somit in Portugal nur auf eine geschlossene Siedlung ohne verwaltungsrechtliche Bedeutung und ist mit dem im deutschen gebräuchlichen Begriff nicht zu vergleichen.
Die Municípios sind nach einer administrativen Neuordnung 2013 in 3091 Freguesias (von der Wortbedeutung eigentlich „Pfarrbezirk“) unterteilt, doch haben diese nur eine sehr untergeordnete Aufgabenerfüllung. Die Municípios können entweder aus einer Gemeinde oder aus einer Vielzahl von Gemeinden bestehen. Dabei kann es sogar vorkommen, dass der Hauptort bzw. namensgebende Ort des Kreises selbst aus mehreren Gemeinden besteht, von denen keine den Namen des Hauptortes trägt. Beispiel: Der Hauptort des Municípios Abrantes ist die „Stadt“ Abrantes, die aus den Freguesias Rossio ao Sul do Tejo, São João und São Vicente besteht. Zum Município Abrantes gehören noch weitere 16 Gemeinden, darunter eine Kleinstadt (vila).
Die übergeordnete Ebene der Municípios sind auf dem Festland 18 Distrikte, die wiederum zu fünf Regionen zusammengefasst sind. Hinzu kommen die Autonomen Regionen der Azoren (mit drei Distrikten) und Madeira (mit einem Distrikt).
Inzwischen wurden sogenannte Áreas Urbanas („Städtische Gebiete“) aus mehreren Municípios oder Concelhos gebildet. Dabei wird zwischen Grandes Áreas Metropolitanas - GAM (mit mehr als 350.000 Einwohnern), Comunidades Urbanas - ComUrb (mit 150.000 bis 350.000 Einwohnern) und Comunidades Intermunicipais - ComInter (mit weniger als 150.000 Einwohnern) unterschieden.
- Liste der Municípios in Portugal (listet alle 308 Municípios bzw. Concelhos in alphabetischer Reihenfolge auf; bei den einzelnen Artikeln der Municípios sind dann alle zugehörigen Gemeinden/Freguesias aufgelistet)

### Rumänien
Rumänien ist in 41 Kreise (rumänisch: județ, Plural județe) und die Hauptstadt Bukarest eingeteilt. Die Kreise gliedern sich in knapp 3.200 Städte und Gemeinden.
- Liste der Kreise in Rumänien
- Liste der Orte in Rumänien

### Russland
Die Russische Föderation gliedert sich in 89 Subjekte mit unterschiedlicher Autonomie: 21 autonome Republiken, 6 Regionen (Krajs), 49 Oblaste, 2 Städte mit Subjektstatus, 1 autonomer Oblast und 10 autonome Kreise.
Die einzelnen Subjekte haben sehr unterschiedliche weitere Untergliederungen. Hier gibt es z. B. Bezirke (rayons), bezirksfreie Städte, städtische Bezirke, ländliche Bezirke u. a.
Wegen der großen Unterschiedlichkeit der einzelnen Subjekte und der Größe des Staates Russland ist eine komplette Gemeindeliste nicht möglich. Einzelnen Subjekte sind bei Städten und Gemeinden bei den jeweiligen Artikeln zu finden. Detailliertere Listen gibt es hierzu in der englischen Wikipedia.
- Liste der Städte in Russland (listet die etwa 90 größten Städte und weitere Städte alphabetisch auf)

### San Marino
San Marino ist in neun Castelli geteilt, die gleichzeitig eigenständige Gemeinden sind. Sie werden alle im Hauptartikel San Marino näher beschrieben.

### Schweden
Schweden ist in 21 Verwaltungseinheiten (Län) eingeteilt, die sich in insgesamt 290 Gemeinden (schwedisch: kommun) untergliedern. Die Gemeinden ihrerseits bestehen meist aus mehreren Ortschaften und Städten, die jedoch keine eigenen Verwaltungen haben. Die schwedischen Gemeinden unterscheiden sich in Zusammensetzung und Aufgabenbereich von den deutschen Gemeinden und haben oftmals ein sehr großes Gebiet (so beträgt die Fläche der Gemeinde Kiruna etwa 20.550 Quadratkilometer). Dies zeigt sich schon an der Anzahl der Gemeinden im ganzen Land. (zum Vergleich: in Baden-Württemberg gibt es 1.101 Gemeinden)
- Liste der Gemeinden in Schweden (nennt die 290 schwedischen Gemeinden in alphabetischer Reihenfolge)

### Schweiz
Die Schweiz besteht aus 26 Kantonen. Die meisten Kantone sind in Bezirke unterteilt. Sie werden Wahlkreise (Kanton Luzern und St. Gallen), Amtsbezirke (Kanton Bern), Regionen (Kanton Graubünden) bzw. District (Romandie) oder Distretto (Kanton Tessin und Italienisch-Bünden) genannt. Acht der 26 Kantone verzichten aus unterschiedlichen Gründen ganz auf die Bezirksebene: Uri, Obwalden, Nidwalden, Glarus, Zug, Basel-Stadt, Neuenburg und Genf. Hier gibt es als Untergliederung des Kantons nur noch Städte und Gemeinden, wie in den anderen Kantonen unterhalb der Bezirke. In den Kantonen Appenzell Ausserrhoden und Schaffhausen sind die Bezirke ebenfalls abgeschafft, werden aber für statistische Zwecke weiter verwendet. Der Kanton Tessin unterteilt die Bezirke noch in Kreise.
- Bezirk (Schweiz) (listet unter anderem alle Bezirke nach Kantonen auf)
- Gemeinde (Schweiz)
- Liste Schweizer Gemeinden (listet alle Schweizer Gemeinden auf), nach Kantonen: AG - AI - AR - BE - BL - BS - FR - GE - GL - GR - JU - LU - NE - NW - OW - SG - SH - SO - SZ - TG - TI - UR - VD - VS - ZG - ZH

### Serbien
Serbien besteht aus dem Kernland („Zentralserbien“) und den autonomen Provinzen (serb. autonomne pokrajine) Vojvodina und Kosovo. Das Kosovo steht seit Juni 1999 unter UN-Verwaltung (UNMIK) und hat sich 2008 für unabhängig erklärt, ohne dass dies von Serbien anerkannt wird.
Der Staat Serbien (incl. Vojvodina und Kosovo) ist in 30 Bezirke (serbisch: Okrug) gegliedert, darunter die Stadt Belgrad. 18 Bezirke liegen im engeren Serbien, 7 in der Vojvodina und 5 im Kosovo. Die 30 Bezirke untergliedern sich in Gemeinden (opštine, Singular: opština), die oftmals ein großes Gebiet umfassen und aus einer Vielzahl von Siedlungen bestehen. Im engeren Serbien gibt es 108 Gemeinden, in der Vojvodina 54 und im Kosovo 30 Gemeinden. (zum Vergleich: in Baden-Württemberg gibt es 1.101 Gemeinden)

### Slowakei
Die Slowakei gliedert sich in acht Landschaftsverbände (slowakisch: kraje), die mit Gau, Gebiet, Land, Landschaft oder Region übersetzt werden. Diese sind in insgesamt 79 Bezirke oder Kreise (okresy) unterteilt (siehe: Verwaltungsgliederung der Slowakei). Unterhalb der Kreise gibt es über 2.800 Gemeinden (obce).
- Liste der Städte und Gemeinden in der Slowakei (nennt auf mehreren Unterseiten alle Gemeinden in alphabetischer Reihenfolge mit zugehörigem Bezirk und Landschaftsverband sowie der deutschen und ungarischen Bezeichnung.)

### Slowenien
Slowenien ist in 193 Gemeinden (slowenisch občine, Singular: občina), darunter elf Stadtgemeinden, gegliedert. Die Gemeinden sind zu zwölf Regionen zusammengefasst.
- Liste der Gemeinden in Slowenien (listet unter anderem alle 193 Gemeinden in alphabetischer Reihenfolge auf, 2014 bestanden 211 Gemeinden)

### Spanien
Spanien gliedert sich in 17 autonome Regionen oder Gemeinschaften (spanisch: Comunidades Autónomas) und in zwei autonome Städte Ceuta und Melilla. Die autonomen Regionen gliedern sich ihrerseits in insgesamt 50 (mit Ceuta und Melilla 52) Provinzen (provincias). Unterhalb der Provinzen gibt es Städte und Gemeinden, in einzelnen Gemeinschaften gibt es teilweise noch Bezirke. Insgesamt existieren in Spanien über 8.000 Gemeinden.
Eine komplette Gemeindeliste gibt es in der deutschsprachigen Wikipedia nicht. Unter den Artikeln der 17 Gemeinschaften werden die jeweiligen Provinzen genannt. Teilweise ist am Ende des Artikels ein Wikilink nach dem Schema „Liste der Gemeinden in der Provinz …“ zu finden.
Die 17 autonomen Gemeinschaften:
Andalusien, Aragonien, Asturien, Balearische Inseln, Baskenland, Extremadura, Galicien, Kanarische Inseln, Kantabrien, Kastilien-La Mancha, Kastilien-León, Katalonien, La Rioja, Madrid, Murcia, Navarra, València

### Tschechien
Tschechien ist seit 2000 in 14 Verwaltungseinheiten (einschließlich der Stadt Prag) unterteilt, die als Gebiet, Gau, Landschaftsverband oder Region (tschechisch: kraj, Plural: kraje) bezeichnet werden. Die Kraje sind weiter in Bezirke oder Kreise (okresy, Singular okres) eingeteilt. Unterhalb der Kreise gibt es eine Vielzahl von Städten (Města) und Gemeinden (obcí, Singular: obec): Insgesamt sind es über 6.200 Gemeinden, wovon knapp 6.000 weniger als 5.000 Einwohner zählen. Somit ist Tschechien das europäische Flächenland mit dem höchsten prozentualen Anteil an Gemeinden in dieser Größenordnung, nämlich ca. 96 %.
Einzelne Gemeinden können über die Kategorie:Gemeinde in Tschechien gefunden werden. Es wird bei den einzelnen Artikeln der Regionen lediglich die Anzahl der Gemeinden bei den jeweiligen Kreisen genannt.
Hier eine Übersicht der 14 Regionen: Stadt Prag, Středočeský kraj (Mittelböhmische Region), Jihočeský kraj (Südböhmische Region), Plzeňský kraj (Region Pilsen), Karlovarský kraj (Region Karlsbad), Ústecký kraj (Region Aussig), |Liberecký kraj (Region Reichenberg), Královéhradecký kraj (Region Königgrätz), |Pardubický kraj (Region Pardubice), Kraj Vysočina (Region Hochland), |Jihomoravský kraj (Südmährische Region), Olomoucký kraj (Region Olmütz) Zlínský kraj (Region Zlín) und Moravskoslezský kraj (Region Mährisch-Schlesien).

### Türkei
Die Türkei gliedert sich in 81 Provinzen (türkisch İl), welche sich wiederum in Landkreise (türkisch İlçe) gliedern.
Dem İl steht ein dem Innenministerium unterstellter Gouverneur, genannt Vali, vor. Dieser Vali wird nicht gewählt, sondern auf Vorschlag des Innenministers mit Zustimmung des Präsidenten vom Ministerrat ernannt. Der Vali ist Vertreter der Regierung und aller Ministerien in seinem Verwaltungsterritorium. Ausnahmen bilden das Militär und die Justiz. Ihm steht ein gewählter Rat (il meclisi) zur Seite, der einmal im Jahr mit Erlaubnis des Innenministeriums zusammentritt und dessen Hauptaufgabe es ist, das Budget der Provinz zu verabschieden und damit zusammenhängende Beschlüsse zu tätigen. Aus diesem Landtag werden 4 Mitglieder gewählt, die das Jahresbudget zu kontrollieren haben und den Rat darüber informieren müssen. Die Grenzen eines İl werden laut Art. 126[2] der Verfassung der Republik Türkei durch geographische, ökonomische und verwaltungstechnische Notwendigkeiten bestimmt.
- Liste der Provinzen der Türkei

### Ukraine
Die Ukraine ist in 24 Bezirke (Gebiete, Oblaste, ukrainisch: область/oblast, Plural: області/oblasti), die Autonome Republik Krim und zwei Städte mit Sonderstatus gegliedert.
Die Bezirke sind in mehrere Rajons (Kreise), Städte, Städtische Bezirke und Städtische Siedlungen sowie Dörfer gegliedert. Die Städte können in Rajons untergliedert sein. Wegen der Vielzahl der Verwaltungseinheiten gibt es keine komplette Liste. Die Liste der Städte in der Ukraine nennt einige wichtige Städte nach Größe sowie nach Bezirken.

### Ungarn
Ungarn ist in 19 Komitate (ungarisch: megyék, Singular: megye) und 24 Städte mit Komitatsrecht (darunter die Hauptstadt Budapest) eingeteilt (siehe Liste der Komitate Ungarns). Diese wurden 1999 in sieben statistische Planungsregionen zusammengefasst. Die Komitate sind in Städte (Városok, Singular: Város) und Gemeinden bzw. Großgemeinden (Községek, nagyközségek; Singular Község, nagyközség) untergliedert. Einschließlich der Städte mit Komitatsrecht gibt es in Ungarn 3.156 Städte und Gemeinden. In der ungarischen Wikipedia sind bei jedem Komitatsartikel die jeweiligen Städte und Gemeinden genannt. Die entsprechenden Artikel bei der deutschsprachigen Wikipedia nennen nur die wichtigsten Städte des Komitats.

### Vatikanstadt
Die Vatikanstadt als kleinster Staat der Welt ist nicht besonders untergliedert.

### Vereinigtes Königreich
Das Vereinigte Königreich gliedert sich in die Landesteile England, Nordirland, Schottland und Wales. Jeder Landesteil hat eine unterschiedliche Kommunalstruktur.

#### England
England gliedert sich in Greater London (Groß-London), das aus der City of London und 32 Boroughs (Londoner Stadtbezirke) besteht sowie 8 weitere Regionen, die sich in 24 Non-Metropolitan Countys, 6 Metropolitan Countys sowie 59 Unitary Authoritys (einstufige Verwaltungsbezirke) unterteilen. Die 24 Non-Metropolitan Countys sind in 181 Distrikte und die 6 Metropolitan Countys sind in 36 Metropolitan Boroughs unterteilt.
Auf der Ebene der Boroughs, Distrikte und Unitary Authoritys gibt es in England somit 309 Verwaltungsbezirke, die die Lokal- bzw. Gemeindeverwaltung Englands bilden.
- Verwaltungsgliederung Englands (listet die 9 Regionen mit ihren 24 Grafschaften und 59 Unitary Authorities auf)
- Liste der Districts in England (listet alle 309 Districts bzw. Unitary Authorities alphabetisch auf)

#### Nordirland
Nordirland gliedert sich seit dem 1. April 2015 in elf Districts (siehe Verwaltungsgliederung Nordirlands).

#### Schottland
Schottland gliedert sich seit 1996 in 32 Council Areas, darunter drei Inselbezirke (siehe Verwaltungsgliederung Schottlands).

#### Wales
Wales gliedert sich seit 1996 in 22 Principal Areas (siehe Verwaltungsgliederung von Wales).